# Chajim Bar-Lev
Chajim „Kidoni“ Bar-Lev (hebrejsky חיים בר-לב‎, rodným jménem Chajim Broclevski; 16. listopadu 1924 – 7. května 1994) byl izraelský generál a politik. V letech 1968 až 1972 působil jako náčelník generálního štábu Izraelských obranných sil. Jeho jméno nesla soustava opevnění vybudovaná na Sinajském poloostrově – Bar Levova linie. Po odchodu z armády vstoupil do politiky, a to jako poslanec Knesetu a ministr izraelských vlád.

## Biografie
Narodil se ve Vídni v Rakousku, avšak vyrůstal v Jugoslávii, kam se jako dítě přestěhoval s rodiči. V roce 1939 podnikl aliju do britské mandátní Palestiny, kde studoval na zemědělské škole Mikve Jisra'el. Později vystudoval business management a ekonomii na Kolumbijské univerzitě a politologii na Pařížské univerzitě.

### Armádní kariéra

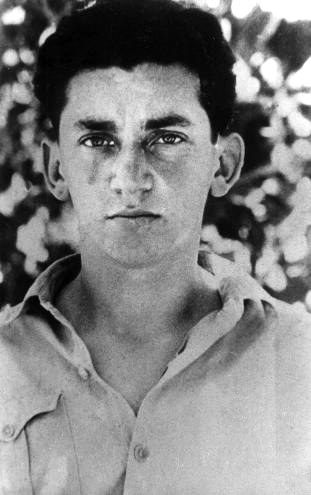
Bar-Lev v roce 1948

V letech 1942 až 1948 sloužil v různých židovských vojenských organizacích, např. Palmach. Prodělal pilotní a výsadkářský výcvik. Později získávání těchto dovedností pomáhal zavádět i v izraelské armádě. V roce 1946 velel akci, při níž došlo v rámci Noci mostů ke zničení Allenbyho mostu, po kterém pronikali příslušníci arabských milicí ze Zajordánska do židovských osad.
Během izraelské války za nezávislost v roce 1948 velel v hodnosti plukovníka 8. mechanizovanému praporu v Negevské brigádě, se kterým bojoval na severu Sinaje. Od roku 1952 byl velitelem severního velitelství armády, od roku 1954 velitelem brigády Givati. Během sinajské války v roce 1956 velel 27. obrněné brigádě, která obsadila Pásmo Gazy a po otočce na jihozápad dosáhla Suezského průplavu. Později se stal velitelem operací izraelské armády.
Během šestidenní války v roce 1967 sloužil jako zástupce náčelníka generálního štábu. Rok na to byl povýšen do hodnosti generálmajora. Následně byl jmenován náčelníkem generálního štábu a vedl výstavbu pískového valu podél Suezského průplavu z nějž měl být pozorován pohyb egyptské armády na druhém břehu kanálu. Za valem byla vybudována linie opevnění později známá jako Bar Levova linie. Ve funkci náčelníka generálního štábu působil do roku 1971 a poté odešel z armády.
Začátek jomkipurské války v říjnu 1973 Bar-Leva zastihl ve funkci ministra průmyslu a obchodu. Tehdejší náčelník generálního štábu David Elazar jej povolal zpět do služby a přidělil mu funkci styčného důstojníka ve štábu velitele jižního velitelství armády Šmu'ela Gonena. V této funkci byl spoluzodpovědný za obranu Sinajského poloostrova. Díky špatnému Gonenově velení hrozilo celé jižní frontě zhroucení. Bar-Lev po převzetí funkce navrhl opatření ke stabilizaci situace. Díky svým diplomatickým schopnostem dokázal navíc ukončit spory mezi polními generály, jejichž představy, jak dále vést válku na jižní frontě, se navzájem rozcházely. Dokázal uklidnit situaci a vnést pořádek do velení. Gonenův zástupce Uri Ben-Ari později o Bar-Levově příchodu řekl: „Vnesl mezi nás klid. Zavládl pocit, že to má na starost konečně skutečný velitel.“

### Politická kariéra
Svou první ministerskou funkci, post ministra obchodu a průmyslu, zastával v letech 1972 až 1977 ve vládách Goldy Meirové a Jicchaka Rabina. V též době byl v roce 1974 na tři měsíce ministrem rozvoje. Všechny tyto funkce vykonával, aniž by byl poslancem. Tím se stal v parlamentních volbách v roce 1977, v nichž kandidoval za levicovou alianci Ma'arach. Kromě poslaneckého mandátu byl v letech 1977 až 1984 rovněž generálním sekretářem strany. Po volbách v roce 1984 došlo v důsledku volebního patu k vytvoření vlády národní jednoty s rotačním principem na postu premiéra, kde se postupně vystřídali Šimon Peres a Jicchak Šamir. Bar-Lev se stal v nově vzniklé vládě ministrem policie a pozici si udržel i po následujících volbách v roce 1988.
Po volbách v roce 1992 opustil Kneset. V letech 1992 až 1994 působil jako izraelský velvyslanec v Rusku. Zemřel 7. května 1994 v Tel Avivu.
Jeho syn Omer Bar-Lev působil od 70. let 20. století v elitních armádních jednotkách Sajeret Matkal a ve volbách v roce 2013 byl zvolen do Knesetu za Stranu práce.